# Differente
Differente è un singolo del cantautore italiano Nek, pubblicato il 2 dicembre 2016 come terzo estratto dal tredicesimo album in studio Unici.

## Descrizione
Seconda traccia dell'album, il brano è stato interamente scritto da Giulia Anania e musicato da Nek insieme a Luca Chiaravalli e Davide Simonetta. Riguardo al significato, il cantautore ha spiegato che «esprime una convinzione: quella che l'amore non ha bisogno di definizioni e non ha limiti, non ha spazio e non ha tempo».

## Classifiche
| Classifica (2017)         | Posizione massima |
| ------------------------- | ----------------- |
| Italia (airplay)          | 8                 |
| Italia (airplay italiane) | 2                 |